# Mersenius (cráter)
]

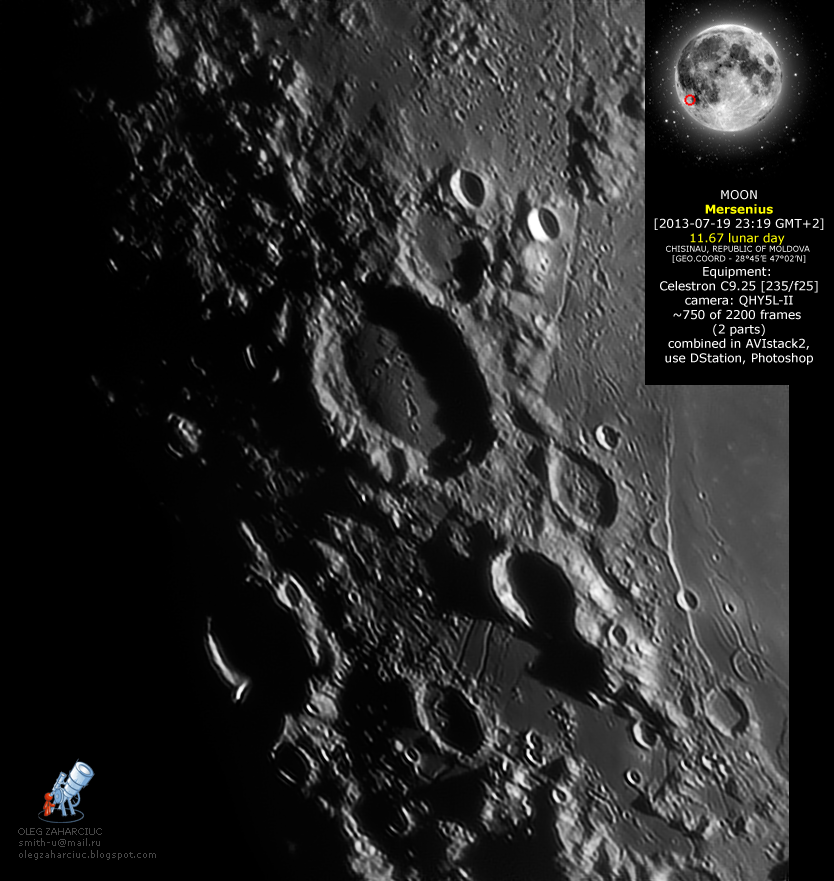
Vista de Mersenius desde la Tierra [2013-07-19 23:19

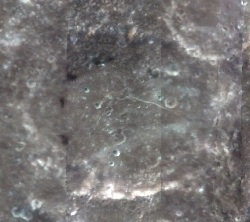
Fotografía de la misión Clementine (1994)

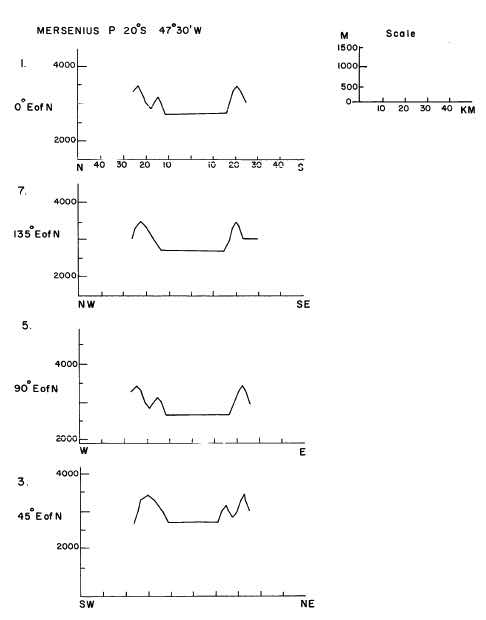
Perfiles transversales del cráter Mersenius

Mersenius es un cráter de impacto que se encuentra al oeste del Mare Humorum, en la parte suroeste de la Luna. Al suroeste se encuentra el cráter Cavendish, y al sur-sureste se halla Liebig. Mersenius tiene 84 kilómetros de diámetro y 2,3 kilómetros de profundidad. Pertenece al Período Nectárico, de hace entre 3920 y 3850 millones de años atrás.
|  |

El borde de Mersenius está muy gastado, especialmente en la sección baja del norte. El cráter Mersenius N atraviesa el borde en su sector suroeste. El interior ha sido inundado por lava basáltica, que se abulta hacia arriba configurando una forma abovedada convexa con una altura estimada de 450 metros con respecto a los bordes de la plataforma del cráter, originada muy probablemente por la presión de la lava bajo la superficie. Presenta varios pequeños cráteres sobre la superficie del suelo, aunque muy pocos en las inmediaciones del pico central. Al menos dos débiles grietas surcan la superficie del cráter.
Al este del cráter, en el borde litoral del Mare Humorum aparece un sistema de grietas denominado Rimae Mersenius. Estos surcos son generalmente paralelos y discurren hacia el norte-noreste durante una longitud de cerca de 230 kilómetros.
El cráter lleva el nombre del filósofo y físico francés del siglo XVII Marin Mersenne.

## Cráteres satélite
Por convención estos elementos son identificados en los mapas lunares poniendo la letra en el lado del punto medio del cráter que está más cercano a Mersenius.
|           | \| Mersenius \| Coordenadas \| Diámetro \| \| --------- \| ------------------------------ \| -------- \| \| B \| 21°00′S 51°36′O / -21.0, -51.6 \| 15 km \| \| C \| 19°48′S 45°54′O / -19.8, -45.9 \| 14 km \| \| D \| 23°06′S 46°48′O / -23.1, -46.8 \| 34 km \| \| E \| 22°30′S 46°00′O / -22.5, -46.0 \| 10 km \| \| H \| 22°30′S 49°54′O / -22.5, -49.9 \| 15 km \| \| J \| 21°00′S 52°48′O / -21.0, -52.8 \| 5 km \| \| K \| 21°12′S 50°42′O / -21.2, -50.7 \| 5 km \| \| L \| 19°54′S 48°24′O / -19.9, -48.4 \| 3 km \| \| M \| 21°12′S 48°18′O / -21.2, -48.3 \| 5 km \| \| N \| 22°06′S 49°12′O / -22.1, -49.2 \| 3 km \| \| P \| 19°54′S 47°48′O / -19.9, -47.8 \| 42 km \| \| R \| 19°18′S 47°36′O / -19.3, -47.6 \| 4 km \| \| S \| 19°12′S 46°54′O / -19.2, -46.9 \| 16 km \| \| U \| 23°00′S 50°00′O / -23.0, -50.0 \| 4 km \| \| V \| 22°54′S 50°30′O / -22.9, -50.5 \| 5 km \| \| W \| 23°00′S 50°48′O / -23.0, -50.8 \| 5 km \| \| X \| 22°24′S 47°54′O / -22.4, -47.9 \| 4 km \| \| Y \| 22°42′S 48°12′O / -22.7, -48.2 \| 4 km \| \| Z \| 21°00′S 50°36′O / -21.0, -50.6 \| 3 km \| |          |
| Mersenius | Coordenadas | Diámetro |
| B         | 21°00′S 51°36′O / -21.0, -51.6 | 15 km    |
| C         | 19°48′S 45°54′O / -19.8, -45.9 | 14 km    |
| D         | 23°06′S 46°48′O / -23.1, -46.8 | 34 km    |
| E         | 22°30′S 46°00′O / -22.5, -46.0 | 10 km    |
| H         | 22°30′S 49°54′O / -22.5, -49.9 | 15 km    |
| J         | 21°00′S 52°48′O / -21.0, -52.8 | 5 km     |
| K         | 21°12′S 50°42′O / -21.2, -50.7 | 5 km     |
| L         | 19°54′S 48°24′O / -19.9, -48.4 | 3 km     |
| M         | 21°12′S 48°18′O / -21.2, -48.3 | 5 km     |
| N         | 22°06′S 49°12′O / -22.1, -49.2 | 3 km     |
| P         | 19°54′S 47°48′O / -19.9, -47.8 | 42 km    |
| R         | 19°18′S 47°36′O / -19.3, -47.6 | 4 km     |
| S         | 19°12′S 46°54′O / -19.2, -46.9 | 16 km    |
| U         | 23°00′S 50°00′O / -23.0, -50.0 | 4 km     |
| V         | 22°54′S 50°30′O / -22.9, -50.5 | 5 km     |
| W         | 23°00′S 50°48′O / -23.0, -50.8 | 5 km     |
| X         | 22°24′S 47°54′O / -22.4, -47.9 | 4 km     |
| Y         | 22°42′S 48°12′O / -22.7, -48.2 | 4 km     |
| Z         | 21°00′S 50°36′O / -21.0, -50.6 | 3 km     |